# Okres Michalovce
Der Okres Michalovce ist eine Verwaltungseinheit in der Ostslowakei mit 109.322 Einwohnern (2004, 2001 waren es 109.121 Einwohner, davon 89.150 (81,7 %) Slowaken, 12.819 (11,7 %) Ungarn, 4.399 (4,0 %) Roma) und einer Fläche von 1.019 km².
Historisch gesehen liegt der Bezirk im Westen im früheren Komitat Semplin und zur anderen Hälfte im Osten im ehemaligen Komitat Ung (siehe auch Liste der historischen Komitate Ungarns).

## Bevölkerung
| Jahr                | 1994    | 2004    | 2014    | 2024    |
| ------------------- | ------- | ------- | ------- | ------- |
| Anzahl der Personen | 107.477 | 109.322 | 110.714 | 107.936 |
| Unterschied         |         | +1,71 % | +1,27 % | −2,50 % |

| Jahr                | 2023    | 2024    |
| ------------------- | ------- | ------- |
| Anzahl der Personen | 108.132 | 107.936 |
| Unterschied         |         | −0,18 % |

## Städte
- Michalovce (Großmichel)
- Strážske (Straschke)
- Veľké Kapušany

## Gemeinden
| - Bajany - Bánovce nad Ondavou - Beša - Bracovce - Budince - Budkovce - Čečehov - Čičarovce - Čierne Pole - Drahňov - Dúbravka - Falkušovce - Hatalov - Hažín - Hnojné - Horovce - Iňačovce - Ižkovce - Jastrabie pri Michalovciach - Jovsa - Kačanov - Kaluža - Kapušianske Kľačany - Klokočov - Krásnovce | - Krišovská Liesková - Kusín - Lastomír - Laškovce - Lesné - Ložín - Lúčky - Malčice - Malé Raškovce - Markovce - Maťovské Vojkovce - Moravany - Nacina Ves - Oborín - Oreské - Palín - Pavlovce nad Uhom - Petrikovce - Petrovce nad Laborcom - Poruba pod Vihorlatom (Nickelsdorf) - Pozdišovce - Ptrukša - Pusté Čemerné - Rakovec nad Ondavou - Ruská | - Senné - Slavkovce - Sliepkovce - Staré - Stretava - Stretavka - Suché - Šamudovce - Trhovište - Trnava pri Laborci - Tušice - Tušická Nová Ves - Veľké Raškovce - Veľké Slemence - Vinné - Vojany - Voľa - Vrbnica - Vysoká nad Uhom - Zalužice - Závadka - Zbudza - Zemplínska Široká - Zemplínske Kopčany - Žbince |

Das Bezirksamt ist in Michalovce, eine Zweigstelle in Veľké Kapušany.

## Kultur
In dem Artikel Denkmalgeschützte Objekte im Okres Michalovce findet man Informationen über die vom slowakischen Denkmalamt geschützten Objekte im Okres.